# Appelez-moi DJ Rebel
Pour plus de détails, voir Fiche technique et Distribution.
Appelez-moi DJ Rebel est un téléfilm américain de la collection des Disney Channel Original Movie réalisé par Peter Howitt et diffusé pour la première fois en France le 16 octobre 2012 sur Disney Channel.

## Synopsis
Tara Adams, une élève introvertie de première est tellement timide qu'elle ne parle pas en classe, surtout quand le rockeur populaire, Gavin, est devant elle. Malgré sa timidité à l'école, seule dans sa chambre, Tara devient l'animatrice DJ Rebel qui gère une émission radio en soirée. DJ Rebel gagne rapidement en popularité par ses fans dans le lycée. La directrice du lycée considère DJ Rebel comme un message de mépris évident envers la politique d'anti-distraction de l'école.
Pendant ce temps, Gavin rêve de l'animatrice mystérieuse et de son goût pour la musique. Tara, curieusement jalouse de son alter-ego, peut à peine terminer une phrase en face de lui. Comme les étudiants veulent connaître l'identité de DJ Rebel et que la popularité de l'émission s'étend sur Seattle, deux mondes commencent à entrer en collision. Lorsque DJ Rebel est nommée reine du bal, les interdictions de bal provoquent une réaction de ses fans. Maintenant, Tara se bat avec deux choses encore plus difficiles : l'organisation d'une alternative au bal et révéler qu'elle est DJ Rebel...

## Fiche technique
- Titre original : Radio Rebel
- Titre français : Appelez-moi DJ Rebel
- Réalisation : Daisy Mayer
- Dates de diffusion :  États-Unis et  Canada : 17 février 2012 ;  France : 16 octobre 2012

## Distribution
- Debby Ryan (VFB : Valérie Lemaître): Tara Adams
- Sarena Parmar (VFB : Jennifer Baré) : Audrey
- Adam DiMarco (VFB : Maxime Donnay) : Gavin
- Merritt Patterson (VFB : Esther Aflalo) : Stacy DeBal
- Atticus Dean Mitchell (VFB : Alexandre Crépet) : Gabe
- April Telek : Delilah
- Mercedes de la Zerda (VFB : Marcha Van Boven) : DJ Cami Q

## Diffusion internationale
| Pays / Region | Chaîne(s)      | Diffusion       | Titre                |
| ------------- | -------------- | --------------- | -------------------- |
| États-Unis    | Disney Channel | 17 février 2012 | Radio Rebel          |
| Canada        | Family         | 17 février 2012 | Radio Rebel          |
| France        | Disney Channel | 16 octobre 2012 | Appelez-moi DJ Rebel |

## Bande originale
| No  | Titre                    | Interprètes                           | Durée |
| --- | ------------------------ | ------------------------------------- | ----- |
| 1.  | We Got The Beat          | Debby Ryan                            | 2:22  |
| 2.  | Can't Stop The Rock      | The Barrymores                        | 2:34  |
| 3.  | Afterthought             | The Whereabouts                       | 2:50  |
| 4.  | Turn It All Around       | The Gggg's                            | 2:46  |
| 5.  | We So Fly                | The Gggg's                            | 2:44  |
| 6.  | Brand New Day            | Kari Kimmel                           | 2:37  |
| 7.  | Backing Off              | DJ Champion                           | 2:53  |
| 8.  | We Ended Right           | Debby Ryan, Chase Ryan et Chad Hively | 4:06  |
| 9.  | No Advances              | Two Hours Traffic                     | 3:18  |
| 10. | Like You Love Her        | Fat Sue                               | 3:48  |
| 11. | Now I Can Be The Real Me | The Gggg's                            | 3:18  |
| 12. | Touch The Ground         | Central Park et Maylee Todd           | 1:58  |
| 13. | My Revolution            | Above Envy                            | 2:37  |